# Braeside (Eday)

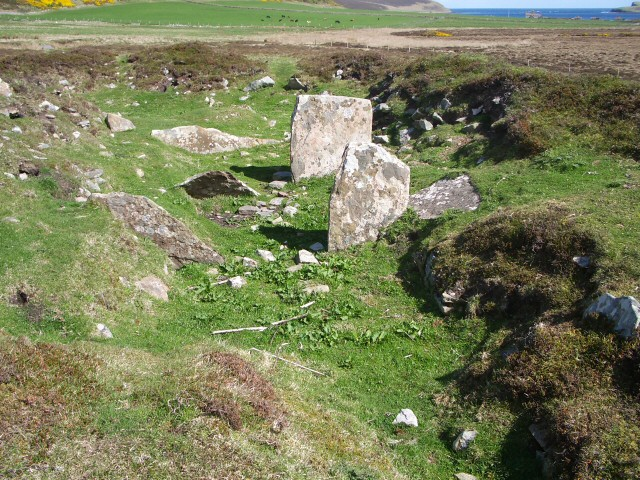
Braeside

Braeside (auch Carrick Farm genannt) ist ein kurzer Stalled Cairn vom Orkney-Cromarty Typ (OC) auf der Orkney-Insel Eday, in Schottland, der bereits in den 1850er Jahren ausgegraben wurde. 
Der etwa 32,0 × 17,5 m messende Cairn ist heute noch 1,5 bis 1,8 m hoch. Die Kammerreste befinden sich in einer Mulde in der Mitte. Es gibt Reste dreier Trennwände in Form von ursprünglich gegenüberliegend aufgestellten Platten. Die Achse der Kammer ist auf den benachbarten Stone of Setter ausrichtet. Braeside liegt an einer archäologischen Trasse, die am westlichen Ende des Loch Mill beginnt und über Huntersquoy zum Vinquoy Hill verläuft.
Das Cairn-Material besteht hauptsächlich aus runden Steinen. Die Kammer wird durch eine Anzahl erhaltener Platten abgebildet. Etwa 5,0 Meter hinter der Kammer, wo der Steinhaufen fast bis zum Boden abgetragen worden ist, gibt es mehrere große Platten, die zu einer zweiten Kammer gehört haben können, aber auch von der Zerstörung des oberen Teils der bestehenden Kammer herrühren können.
Die Anlage ist als Scheduled Monument geschützt.